# Großer Preis von Malaysia 2006
Der Große Preis von Malaysia 2006 (offiziell 2006 Formula 1 Petronas Malaysian Grand Prix) fand am 19. März auf dem Sepang International Circuit in Sepang statt und war das zweite Rennen der Formel-1-Weltmeisterschaft 2006.

## Bericht

### Hintergrund
Nach dem Großen Preis von Bahrain führte Fernando Alonso in der Fahrerwertung mit zwei Punkten vor Michael Schumacher war mit vier Punkten vor Kimi Räikkönen. In der Konstrukteurswertung führten Renault und McLaren-Mercedes mit zwei Punkten vor Ferrari.
Mit Michael Schumacher (dreimal), Alonso, Räikkönen und Ralf Schumacher (jeweils einmal) traten vier ehemalige Sieger zu diesem Grand Prix an.

### Training
Die letzten sechs Teams der Konstrukteursmeisterschaft 2005 waren berechtigt am Freitag im freien Training ein drittes Auto einzusetzen, selbiges galt für das neue elfte Team Super Aguri. Diese Fahrer fuhren am Freitag, traten aber weder im Qualifying noch im Rennen an. Alexander Wurz (Williams), Anthony Davidson (Honda), Robert Doornbos (Red Bull), Robert Kubica (BMW Sauber), Giorgio Mondini (Spyker) und Neel Jani (Toro Rosso) nahmen in dieser Funktion an den Freitagstrainings teil.
Im ersten Freien Training setzte sich Wurz mit 1:34,946 Minuten an die Spitze des Feldes. Auf Platz zwei und drei folgten Kubica und Davidson.
Im zweiten Freitagstraining fuhr Davidson mit 1:35,041 Minuten die schnellste Runde vor Wurz und Alonso.
Im dritten freien Training erzielte Michael Schumacher die Bestzeit in 1:34,126 Minuten vor Alonso und Giancarlo Fisichella.

### Qualifying

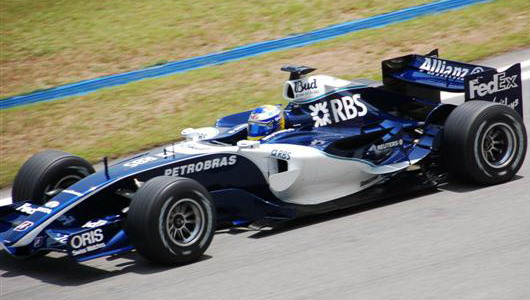
Nico Rosberg qualifizierte sich auf den 3. Platz in seinem erst 2. Rennen

Das Qualifying wurde in drei Abschnitten ausgetragen. In den beiden ersten schieden die jeweils sechs langsamsten Fahrer aus, im letzten wurde um die Pole-Position gefahren.
Im ersten Qualifikationsabschnitt (Q1) schieden beide Super Aguri, Midland und die zwei Toro Rosso-Fahrer aus.
Im zweiten Qualifikationsabschnitt (Q2) schieden Rubens Barrichello, Jarno Trulli, Felipe Massa, David Coulthard und die Sauber-Piloten aus.
Im dritten Qualifikationsabschnitt (Q3) explodierte der Motor von Ralf Schumacher, der daher keine Zeit setzen konnte. Alonso kam wegen zu viel Sprits nicht über Platz 7 hinaus. Der favorisierte Räikkönen wurde hinter Teamkollege Juan Pablo Montoya Sechster. Die Williams-Fahrer Nico Rosberg und Mark Webber sorgten für eine Überraschung. Rosberg fuhr die drittbeste Zeit, während Teamkollege Webber auf Platz 5 landete. Durch die Strafe für Michael Schumacher rückte er auf Platz 4 vor. Fisichella sicherte sich seine dritte Pole-Position.

### Rennen

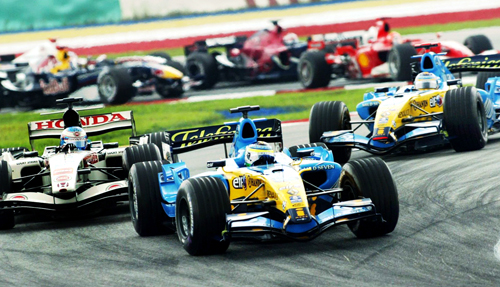
Giancarlo Fisichella führte nach dem Start

Am Start kamen Fisichella und Button gut weg. Die Williams-Fahrer hatten ihren eigenen Kampf, Rosberg drückte Webber, während er seinen 3. Platz verteidigen wollte, etwas weit raus. Dies nutzte der exzellent startende Alonso und überholte beide außen in Kurve 1.
Räikkönen schied in der ersten Runde bereits aus, als sein McLaren mit einem mutmaßlichen Aufhängungsschaden in die Leitplanken fuhr, nachdem Christian Klien ihm ins Heck krachte. Klien kam mit Aufhängungsschaden an seinem Red Bull an die Box. Coulthard machte mit einem sehr guten Start 8 Plätze gut, Ralf Schumacher kam von Platz 22 auf Platz 13 nach vorne, während auch Massa und Barrichello einige Positionen gut machten.
Michael Schumacher war in den Anfangsrunden bereits auf Position 10 nach vorne gefahren. Vorne behauptete sich Fisichella vor Button und Alonso, darauf folgten Webber und Montoya.
Rosberg verlor nach dem Kampf mit Teamkollegen Webber einige Positionen und fuhr hinter Nick Heidfeld, der einen guten Start hatte. Wenig später platzten Rosbergs Punkteträume, als der Cosworth V8 in Rauch aufging. Webber verkleinerte den Rückstand zu Alonso und Heidfeld war wieder zurück auf Position 6, mit Montoya immer noch zwischen ihm und Heidfeld. Durch den Ausfall von Rosberg wurde der zweite BMW Sauber Jacques Villeneuve in die Punkte befördert.
Ralf Schumacher und Massa hatten sich zwischenzeitlich auf die Positionen 11 bzw. 12 verbessert. Red Bull gelang es, Klien wieder zurück auf die Strecke zu bringen, dieser hatte jedoch weiterhin Probleme. Inzwischen musste Coulthard an die Box, da er im sechsten Gang fest steckte. Dies führte zu einem Doppelausfall für Red Bull. Zurück auf der Strecke überholte Michael Schumacher Villeneuve für den 7. Platz, während Fisichella schnellste Runde nach schnellster Runde drehte. Hinter Ralf Schumacher und Massa auf der 10 bzw. 11 befanden sich Scott Speed und Barrichello, der nicht so durchs Feld fahren konnte wie die anderen Fahrer, die Strafen hatten.
Trulli, der auf Position 6 fuhr, kämpfte kaum gegen die Attacken von Michael Schumacher, Villeneuve und Massa in aufeinanderfolgenden Runden, als diese ihn überholten. Webber und Ralf Schumacher waren die ersten an der Box in Runde 15. Webber schied später mit Hydraulikproblemen aus. Fisichella ging ein paar Runden später zu seinem ersten Stopp und ließ Button an der Spitze, bis auch der Honda an die Box kam. Dies brachte Alonso an die Spitze.
Weiter hinten im Feld fuhr Albers auf Position 13, gefolgt von Takuma Satō und Vitantonio Liuzzi. Der zweite Midland von Tiago Monteiro war dahinter vor dem Letzten des Feldes, Yūji Ide.
Alonso führte vor Fisichella und Button, nach seinem Stopp fuhr dieser hinter Montoya. Er setzte den McLaren unter Druck, aber nicht allzu stark, da Montoya noch an die Box musste. Heidfeld fuhr als Fünfter ein ruhiges und kontrolliertes Rennen, gefolgt von Michael Schumacher, Villeneuve und Massa, die auf die restlichen Punkteplätze fuhren.
Aufgrund der unterschiedlichen Strategien war die Boxenstoppphase jedoch noch nicht abgeschlossen. Als Nächstes kamen Michael Schumacher, Montoya und Villeneuve an die Box. Alonso fuhr schließlich in Runde 26 rein. Er kehrte als Dritter hinter Fisichella und Button zurück.
Massa war auf Platz 4, bevor er an die Box fuhr und als Achter wieder zurück auf die Strecke kam. Massa war demnach auf einer Ein-Stopp-Strategie unterwegs. Barrichello war auch auf einer Ein-Stopp-Strategie und war der Letzte, der an die Box kam. Durch eine 10-Sekunden-Stop-and-Go-Strafe, weil er zu schnell durch die Box fuhr, war dieser Vorteil allerdings nichts wert.
Ide war der Nächste, der ausschied mit einem nicht spezifizierten Problem. Barrichello, der von einem Kampf zwischen Satō und Monteiro aufgehalten wurde, saß seine Strafe ab. Auch Button steckte ähnlich hinter Satō und einem der Toro Rosso.
Fisichella legte seinen zweiten Stopp ein und Button stoppte ebenfalls, um dem Verkehr zu entkommen. Sie behielten die Formation bei und setzten ihr Rennen auf den Plätzen zwei und vier wieder fort, wobei Montoya dazwischen lag. Alonso war bis zu seinem zweiten Stopp wieder in Führung und hatte gerade genug Zeit, um einen schnellen Splash-and-Dash durchzuführen, um vor Button herauszukommen.
Michael Schumacher legte seinen zweiten Stopp ein und kam direkt bei Massa wieder auf die Strecke. Der Brasilianer wich nicht zurück und führte Michael Schumacher durch Kurve eins, obwohl der Deutsche sehr nah dran war. Massa blieb dort bis zur Zielflagge, während Michael Schumacher für die verbleibenden Runden nicht vorbeikam.
8 Runden vor Schluss schied Heidfeld mit einem Motorschaden aus. Speed rollte vermutlich mit einem Kupplungsproblem aus. Die Positionen wurden bis ins Ziel gehalten und Fisichella holte sich seinen letzten Sieg seiner Formel-1-Karriere vor seinem Teamkollegen Alonso und Button.
In der Fahrerwertung blieb Alonso vor Michael Schumacher, neuer Dritter war nun Button. In der Konstrukteurswertung tauschten Ferrari und McLaren-Mercedes die Plätze hinter Renault.

## Meldeliste
| Team                              | Nr. | Fahrer               | Chassis          | Motor                | Reifen |
| --------------------------------- | --- | -------------------- | ---------------- | -------------------- | ------ |
| Mild Seven Renault F1 Team        | 01  | Fernando Alonso      | Renault R26      | Renault 2.4 V8       | M      |
| Mild Seven Renault F1 Team        | 02  | Giancarlo Fisichella | Renault R26      | Renault 2.4 V8       | M      |
| Team McLaren Mercedes             | 03  | Kimi Räikkönen       | McLaren MP4-21   | Mercedes-Benz 2.4 V8 | M      |
| Team McLaren Mercedes             | 04  | Juan Pablo Montoya   | McLaren MP4-21   | Mercedes-Benz 2.4 V8 | M      |
| Scuderia Ferrari Marlboro         | 05  | Michael Schumacher   | Ferrari 248 F1   | Ferrari 2.4 V8       | B      |
| Scuderia Ferrari Marlboro         | 06  | Felipe Massa         | Ferrari 248 F1   | Ferrari 2.4 V8       | B      |
| Panasonic Toyota Racing           | 07  | Ralf Schumacher      | Toyota TF106B    | Toyota 2.4 V8        | B      |
| Panasonic Toyota Racing           | 08  | Jarno Trulli         | Toyota TF106B    | Toyota 2.4 V8        | B      |
| Williams F1 Team                  | 09  | Mark Webber          | Williams FW28    | Cosworth 2.4 V8      | B      |
| Williams F1 Team                  | 10  | Nico Rosberg         | Williams FW28    | Cosworth 2.4 V8      | B      |
| Williams F1 Team                  | 35  | Alexander Wurz       | Williams FW28    | Cosworth 2.4 V8      | B      |
| Lucky Strike Honda Racing F1 Team | 11  | Rubens Barrichello   | Honda RA106      | Honda 2.4 V8         | M      |
| Lucky Strike Honda Racing F1 Team | 12  | Jenson Button        | Honda RA106      | Honda 2.4 V8         | M      |
| Lucky Strike Honda Racing F1 Team | 36  | Anthony Davidson     | Honda RA106      | Honda 2.4 V8         | M      |
| Red Bull Racing                   | 14  | David Coulthard      | Red Bull RB2     | Ferrari 2.4 V8       | M      |
| Red Bull Racing                   | 15  | Christian Klien      | Red Bull RB2     | Ferrari 2.4 V8       | M      |
| Red Bull Racing                   | 37  | Robert Doornbos      | Red Bull RB2     | Ferrari 2.4 V8       | M      |
| BMW Sauber F1 Team                | 16  | Nick Heidfeld        | BMW Sauber F1.06 | BMW 2.4 V8           | M      |
| BMW Sauber F1 Team                | 17  | Jacques Villeneuve   | BMW Sauber F1.06 | BMW 2.4 V8           | M      |
| BMW Sauber F1 Team                | 38  | Robert Kubica        | BMW Sauber F1.06 | BMW 2.4 V8           | M      |
| Spyker MF1 Team                   | 18  | Tiago Monteiro       | Midland M16      | Toyota 2.4 V8        | B      |
| Spyker MF1 Team                   | 19  | Christijan Albers    | Midland M16      | Toyota 2.4 V8        | B      |
| Spyker MF1 Team                   | 39  | Giorgio Mondini      | Midland M16      | Toyota 2.4 V8        | B      |
| Scuderia Toro Rosso               | 20  | Vitantonio Liuzzi    | Toro Rosso STR1  | Cosworth 3.0 V10     | M      |
| Scuderia Toro Rosso               | 21  | Scott Speed          | Toro Rosso STR1  | Cosworth 3.0 V10     | M      |
| Scuderia Toro Rosso               | 40  | Neel Jani            | Toro Rosso STR1  | Cosworth 3.0 V10     | M      |
| Super Aguri Formula 1             | 22  | Takuma Satō          | Super Aguri SA06 | Honda 2.4 V8         | B      |
| Super Aguri Formula 1             | 23  | Yūji Ide             | Super Aguri SA06 | Honda 2.4 V8         | B      |

Anmerkungen

1. 1 2 3 4 5 6  Nahm nur an den Freitagstrainings teil.

## Klassifikationen

### Qualifying
| Pos. | Fahrer               | Konstrukteur        | Q1       | Q2         | Q3         | Start |
| ---- | -------------------- | ------------------- | -------- | ---------- | ---------- | ----- |
| 01   | Giancarlo Fisichella | Renault             | 1:35,488 | 1:33,623   | 1:33,840   | 01    |
| 02   | Jenson Button        | Honda               | 1:35,023 | 1:33,527   | 1:33,986   | 02    |
| 03   | Nico Rosberg         | Williams-Cosworth   | 1:35,105 | 1:34,563   | 1:34,626   | 03    |
| 04   | Michael Schumacher   | Ferrari             | 1:35,810 | 1:34,574   | 1:34,668   | 14    |
| 05   | Mark Webber          | Williams-Cosworth   | 1:35,252 | 1:34,279   | 1:34,672   | 04    |
| 06   | Juan Pablo Montoya   | McLaren-Mercedes    | 1:34,536 | 1:34,568   | 1:34,916   | 05    |
| 07   | Kimi Räikkönen       | McLaren-Mercedes    | 1:34,667 | 1:34,351   | 1:34,983   | 06    |
| 08   | Fernando Alonso      | Renault             | 1:35,514 | 1:33,997   | 1:35,747   | 07    |
| 09   | Christian Klien      | Red Bull-Ferrari    | 1:35,171 | 1:34,537   | 1:38,715   | 08    |
| 10   | Ralf Schumacher      | Toyota              | 1:35,214 | 1:34,586   | keine Zeit | 22    |
| 11   | David Coulthard      | Red Bull-Ferrari    | 1:34,839 | 1:34,614   | –          | 19    |
| 12   | Rubens Barrichello   | Honda               | 1:35,526 | 1:34,683   | –          | 20    |
| 13   | Jarno Trulli         | Toyota              | 1:35,517 | 1:34,702   | –          | 09    |
| 14   | Jacques Villeneuve   | BMW Sauber          | 1:35,391 | 1:34,752   | –          | 10    |
| 15   | Nick Heidfeld        | BMW Sauber          | 1:35,588 | 1:34,783   | –          | 11    |
| 16   | Felipe Massa         | Ferrari             | 1:35,091 | keine Zeit | –          | 21    |
| 17   | Scott Speed          | Toro Rosso-Cosworth | 1:36,297 | –          | –          | 12    |
| 18   | Vitantonio Liuzzi    | Toro Rosso-Cosworth | 1:36,581 | –          | –          | 13    |
| 19   | Christijan Albers    | MF1 Racing          | 1:37,426 | –          | –          | 15    |
| 20   | Tiago Monteiro       | MF1 Racing          | 1:37,819 | –          | –          | 16    |
| 21   | Takuma Satō          | Super Aguri-Honda   | 1:39,011 | –          | –          | 17    |
| 22   | Yūji Ide             | Super Aguri-Honda   | 1:40,720 | –          | –          | 18    |

Anmerkungen
1. ↑  Michael Schumacher erhielt aufgrund eines Motorenwechsels eine Startplatzstrafe von zehn Plätzen.
2. ↑  Ralf Schumacher erhielt aufgrund eines Motorenwechsels eine Startplatzstrafe von zehn Plätzen.
3. ↑  Coulthard erhielt aufgrund eines Motorenwechsels eine Startplatzstrafe von zehn Plätzen.
4. ↑  Barrichello erhielt aufgrund eines Motorenwechsels eine Startplatzstrafe von zehn Plätzen.
5. ↑  Massa erhielt aufgrund eines Motorenwechsels eine Startplatzstrafe von zehn Plätzen.

### Rennen
| Pos. | Fahrer               | Konstrukteur        | Runden | Stopps | Zeit        | Start | Schnellste Runde |
| ---- | -------------------- | ------------------- | ------ | ------ | ----------- | ----- | ---------------- |
| 01   | Giancarlo Fisichella | Renault             | 56     | 2      | 1:30:40,529 | 01    | 1:35,294 (16.)   |
| 02   | Fernando Alonso      | Renault             | 56     | 2      | + 4,585     | 07    | 1:34.803 (45.)   |
| 03   | Jenson Button        | Honda               | 56     | 2      | + 9,631     | 02    | 1:35,604 (35.)   |
| 04   | Juan Pablo Montoya   | McLaren-Mercedes    | 56     | 2      | + 39,351    | 05    | 1:35,566 (39.)   |
| 05   | Felipe Massa         | Ferrari             | 56     | 1      | + 43,254    | 21    | 1:35,954 (51.)   |
| 06   | Michael Schumacher   | Ferrari             | 56     | 2      | + 43,854    | 14    | 1:35,647 (44.)   |
| 07   | Jacques Villeneuve   | BMW Sauber          | 56     | 2      | + 1:20,461  | 10    | 1:36,002 (43.)   |
| 08   | Ralf Schumacher      | Toyota              | 56     | 3      | + 1:21,288  | 22    | 1:35,686 (34.)   |
| 09   | Jarno Trulli         | Toyota              | 55     | 2      | + 1 Runde   | 09    | 1:36,380 (52.)   |
| 10   | Rubens Barrichello   | Honda               | 55     | 2      | + 1 Runde   | 20    | 1:36,158 (54.)   |
| 11   | Vitantonio Liuzzi    | Toro Rosso-Cosworth | 54     | 3      | + 2 Runden  | 13    | 1:37,387 (40.)   |
| 12   | Christijan Albers    | MF1 Racing          | 54     | 2      | + 2 Runden  | 15    | 1:38,198 (34.)   |
| 13   | Tiago Monteiro       | MF1 Racing          | 54     | 2      | + 2 Runden  | 16    | 1:38,510 (39.)   |
| 14   | Takuma Satō          | Super Aguri-Honda   | 53     | 2      | + 3 Runden  | 17    | 1:40,199 (14.)   |
| –    | Nick Heidfeld        | BMW Sauber          | 48     | 2      | DNF         | 11    | 1:35,751 (41.)   |
| –    | Scott Speed          | Toro Rosso-Cosworth | 41     | 1      | DNF         | 12    | 1:37,313 (25.)   |
| –    | Yūji Ide             | Super Aguri-Honda   | 33     | 1      | DNF         | 18    | 1:42,833 (18.)   |
| –    | Christian Klien      | Red Bull-Ferrari    | 26     | 2      | DNF         | 08    | 1:36,867 (14.)   |
| –    | Mark Webber          | Williams-Cosworth   | 15     | 1      | DNF         | 04    | 1:36,771 (12.)   |
| –    | David Coulthard      | Red Bull-Ferrari    | 10     | 0      | DNF         | 19    | 1:38,078 (04.)   |
| –    | Nico Rosberg         | Williams-Cosworth   | 6      | 0      | DNF         | 03    | 1:37,366 (06.)   |
| –    | Kimi Räikkönen       | McLaren-Mercedes    | 0      | 0      | DNF         | 06    | –                |

## WM-Stände nach dem Rennen
Die ersten acht des Rennens bekamen 10, 8, 6, 5, 4, 3, 2 bzw. 1 Punkt(e).

### Fahrerwertung
| Pos. | Fahrer               | Konstrukteur      | Punkte |
| ---- | -------------------- | ----------------- | ------ |
| 01   | Fernando Alonso      | Renault           | 18     |
| 02   | Michael Schumacher   | Ferrari           | 11     |
| 03   | Jenson Button        | Honda             | 11     |
| 04   | Giancarlo Fisichella | Renault           | 10     |
| 05   | Juan Pablo Montoya   | McLaren-Mercedes  | 9      |
| 06   | Kimi Räikkönen       | McLaren-Mercedes  | 6      |
| 07   | Felipe Massa         | Ferrari           | 4      |
| 08   | Mark Webber          | Williams-Cosworth | 3      |
| 09   | Nico Rosberg         | Williams-Cosworth | 2      |
| 10   | Jacques Villeneuve   | BMW Sauber        | 2      |
| 11   | Ralf Schumacher      | Toyota            | 1      |

| Pos. | Fahrer             | Konstrukteur        | Punkte |
| ---- | ------------------ | ------------------- | ------ |
| 12   | Christian Klien    | Red Bull-Ferrari    | 1      |
| 13   | Jarno Trulli       | Toyota              | 0      |
| 14   | Rubens Barrichello | Honda               | 0      |
| 15   | David Coulthard    | Red Bull-Ferrari    | 0      |
| 16   | Vitantonio Liuzzi  | Toro Rosso-Cosworth | 0      |
| 17   | Nick Heidfeld      | BMW Sauber          | 0      |
| 18   | Christijan Albers  | MF1 Racing          | 0      |
| 19   | Tiago Monteiro     | MF1 Racing          | 0      |
| 20   | Scott Speed        | Toro Rosso-Cosworth | 0      |
| 21   | Takuma Satō        | Super Aguri-Honda   | 0      |
| –    | Yūji Ide           | Super Aguri-Honda   | 0      |

### Konstrukteurswertung
| Pos. | Konstrukteur      | Punkte |
| ---- | ----------------- | ------ |
| 01   | Renault           | 28     |
| 02   | Ferrari           | 15     |
| 03   | McLaren-Mercedes  | 15     |
| 04   | Honda             | 11     |
| 05   | Williams-Cosworth | 5      |
| 06   | BMW Sauber        | 2      |

| Pos. | Konstrukteur        | Punkte |
| ---- | ------------------- | ------ |
| 07   | Toyota              | 1      |
| 08   | Red Bull-Ferrari    | 1      |
| 09   | Toro Rosso-Cosworth | 0      |
| 10   | MF1 Racing          | 0      |
| 11   | Super Aguri-Honda   | 0      |